# Annitella thuringica
Annitella thuringica là một loài Trichoptera trong họ Limnephilidae. Chúng phân bố ở miền Cổ bắc.